# An bích Trung Quốc
An bích Trung Quốc, mua tép hay kim cẩm hương (danh pháp khoa học: Osbeckia chinensis) là một loài thực vật có hoa trong họ Mua. Loài này được Carl von Linné mô tả khoa học đầu tiên năm 1753.
O. chinensis chứa hợp chất lớp ellagitanin là punicacortein A.

## Phân bố
Các đồng cỏ hay sườn núi, các khu vực có cỏ mọc trên các dốc núi thoáng rộng, các khu rừng thưa, vệ đường mòn, ở độ cao từ 0 tới 2.800 m. Có tại Trung Quốc (An Huy, Phúc Kiến, Quảng Đông, Quảng Tây, Quý Châu, Hải Nam, Hồ Bắc, Hồ Nam, Giang Tô, Giang Tây, Cát Lâm, Tứ Xuyên, Đài Loan, Tây Tạng (huyện Mêdog), Vân Nam, Chiết Giang), Australia, Ấn Độ, Campuchia, Indonesia, Lào, Malaysia, Myanma, Nepal, Nhật Bản, Philippines, Thái Lan và Việt Nam.

## Phân loài
- Osbeckia chinensis var. chinensis
- Osbeckia chinensis var. angustifolia

## Hình ảnh

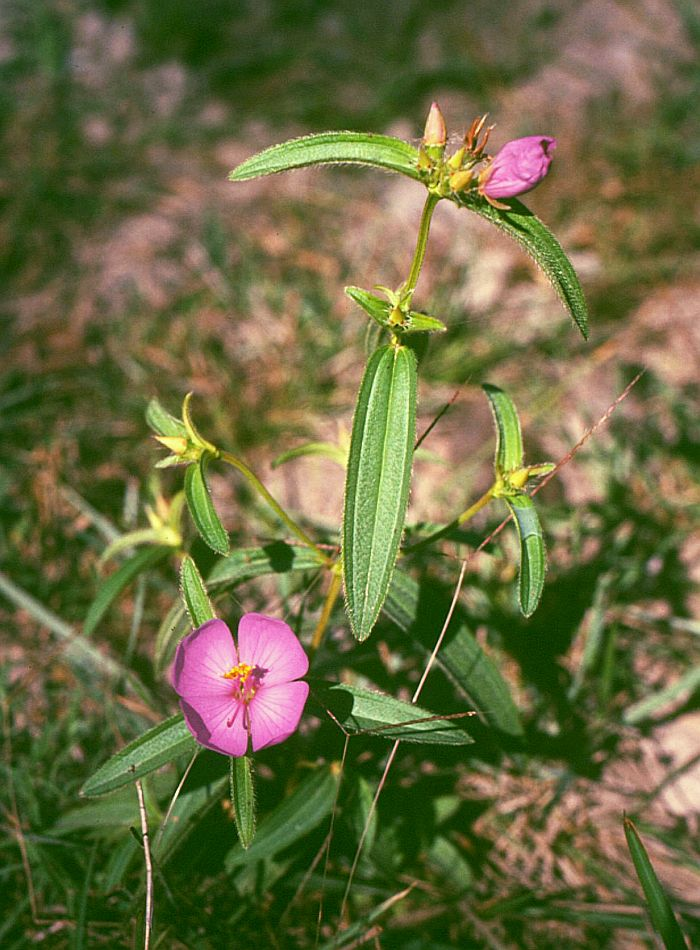
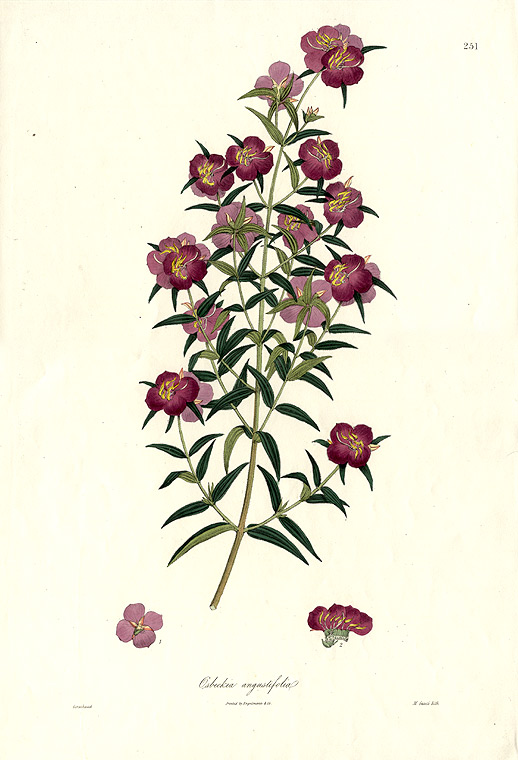
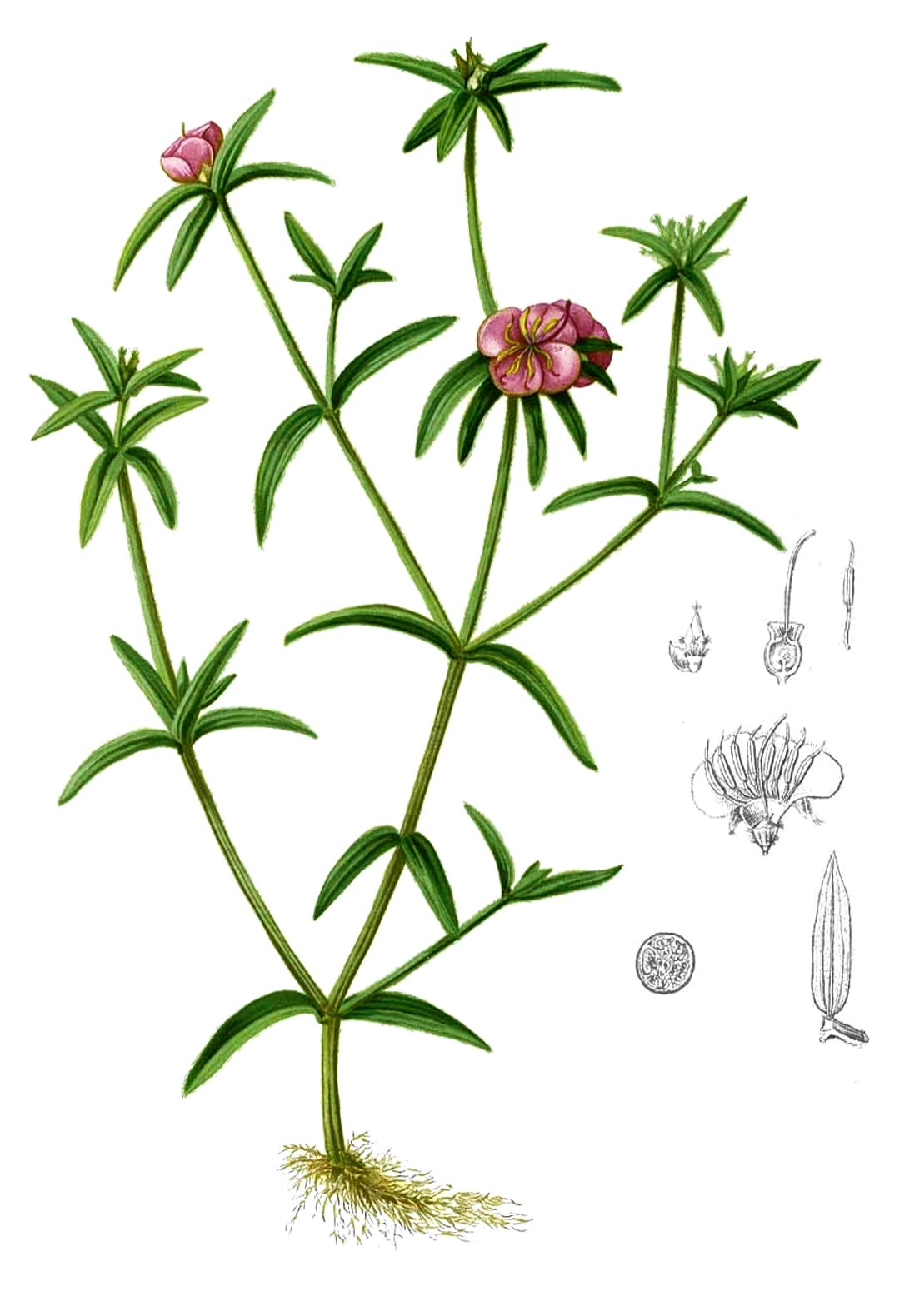
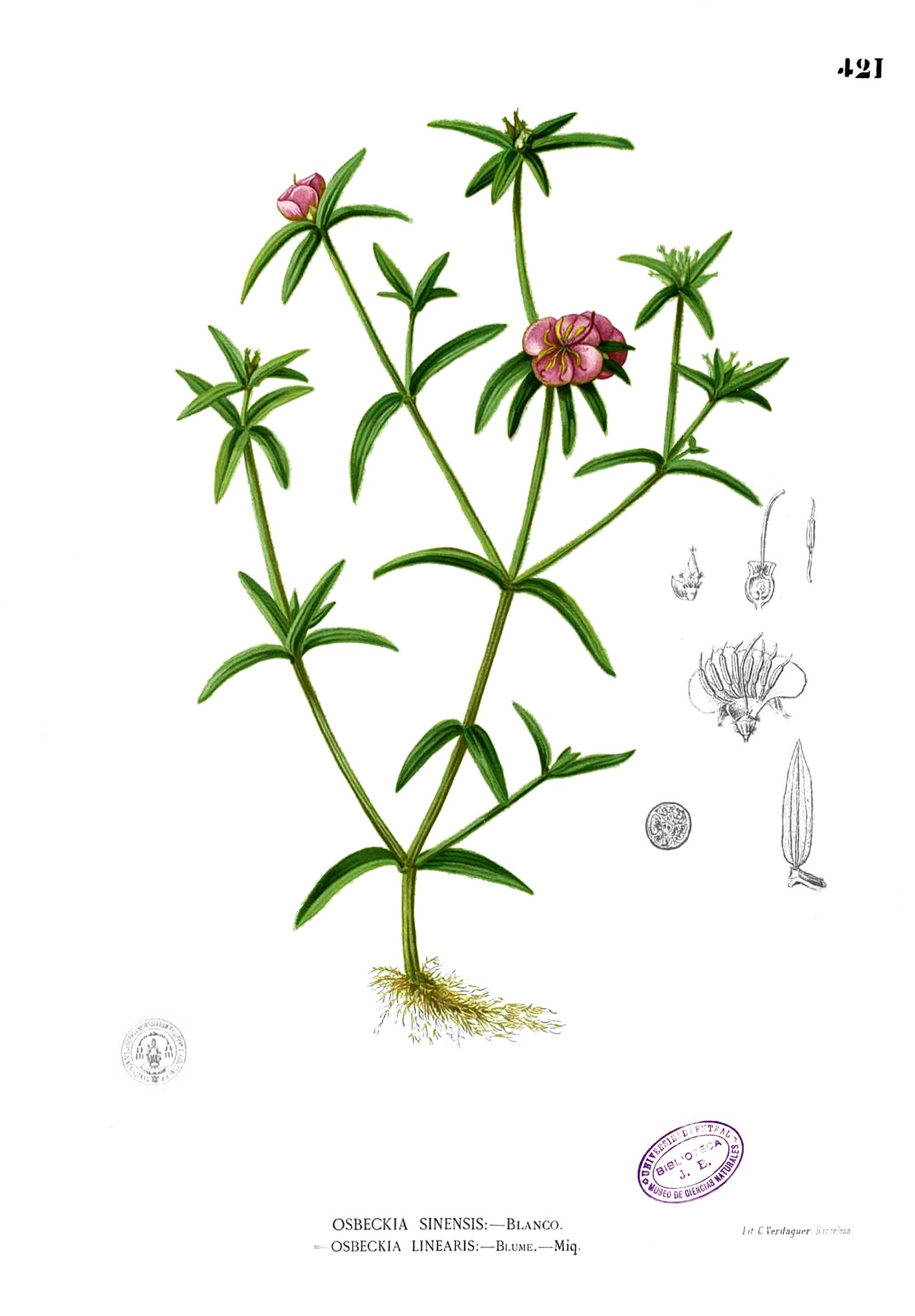